# Ігнатій Корженівський
Ігнатій Едвард Корженівський або Коренівський (Ignacy Edward Korzeniowski) - шляхтич Речі Посполитої гербу Наленч, поет.
Опублікував твори: «Кілька місцевих балад» ("Kilka miejscowych ballad"), "Короткі відомості про Ядвігів" ("Krótka wiadomo śćо Jadźwingach", Вільно, 1830), «Сонети» (Варшава 1838) та інші видання. 